# Ganeshpur (Dadeldhura)
Ganeshpur (nepalski: गणेशपुर) – gaun wikas samiti w zachodniej części Nepalu w strefie Mahakali w dystrykcie Dadeldhura. Według nepalskiego spisu powszechnego z 2001 roku liczył on 683 gospodarstw domowych i 3542 mieszkańców (2035 kobiet i 1507 mężczyzn).